# Tepuy Yuruaní
Le tepuy Yuruaní est un des tepuys du Venezuela, situé dans la municipalité de Gran Sabana, dans l'État de Bolívar. Il se trouve à proximité du parc national Canaima.